# Métro de Washington
Le métro de Washington (en anglais : Washington Metro) est un système de transport en commun de type métro desservant Washington, D.C., capitale des États-Unis, et ses banlieues du Maryland et de Virginie. Ouvert en 1976, le réseau compte désormais six lignes et 98 stations pour 208 km de voies. Il est le deuxième réseau de métro le plus utilisé du pays après New York, avec environ 780 000 voyages par jour en 2012 et le deuxième le plus étendu après New York et devant Chicago. Il est géré par la Washington Metropolitan Area Transit Authority (WMATA).
Par rapport aux anciennes lignes de métro d'autres villes, les stations de métro de Washington sont spacieuses car généralement construites avec de hauts toits voûtés. La plupart des lignes extérieures au centre-ville se situent en surface. Hormis la ligne rouge, les autres lignes partagent leurs voies entre elles et se divisent en dehors du centre-ville. Le réseau de Washington est inspiré de certains métros européens comme ceux de Moscou et de Munich.

## Histoire

Carte géographique du métro de Washington.

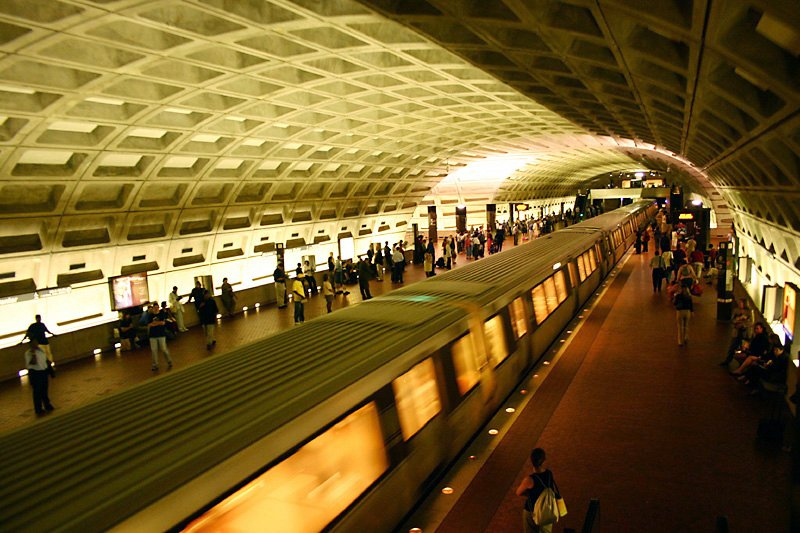
Rame à quai, ici à la station Metro Center.

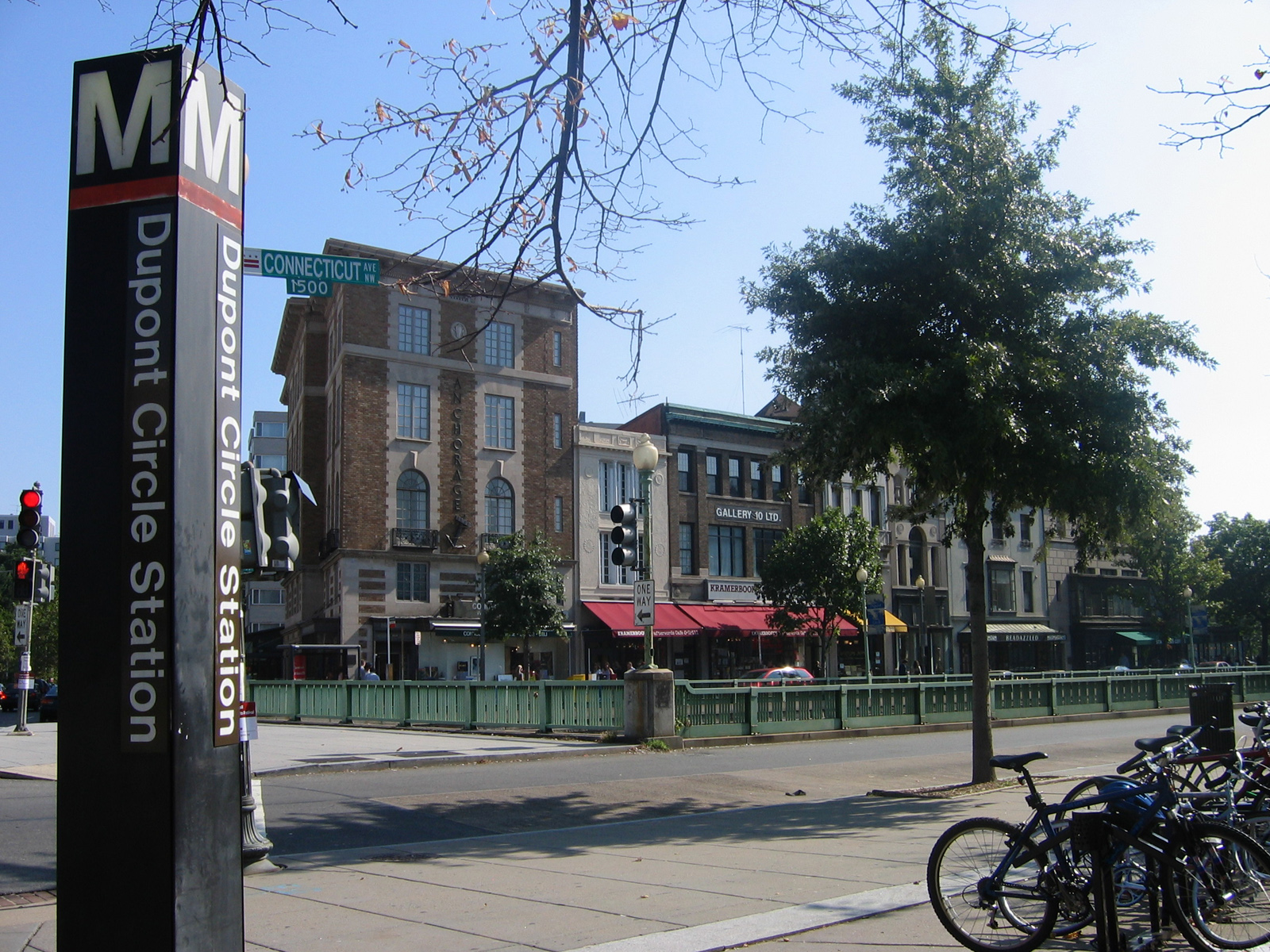
Totem du métro de Washington, ici à la station Dupont Circle.

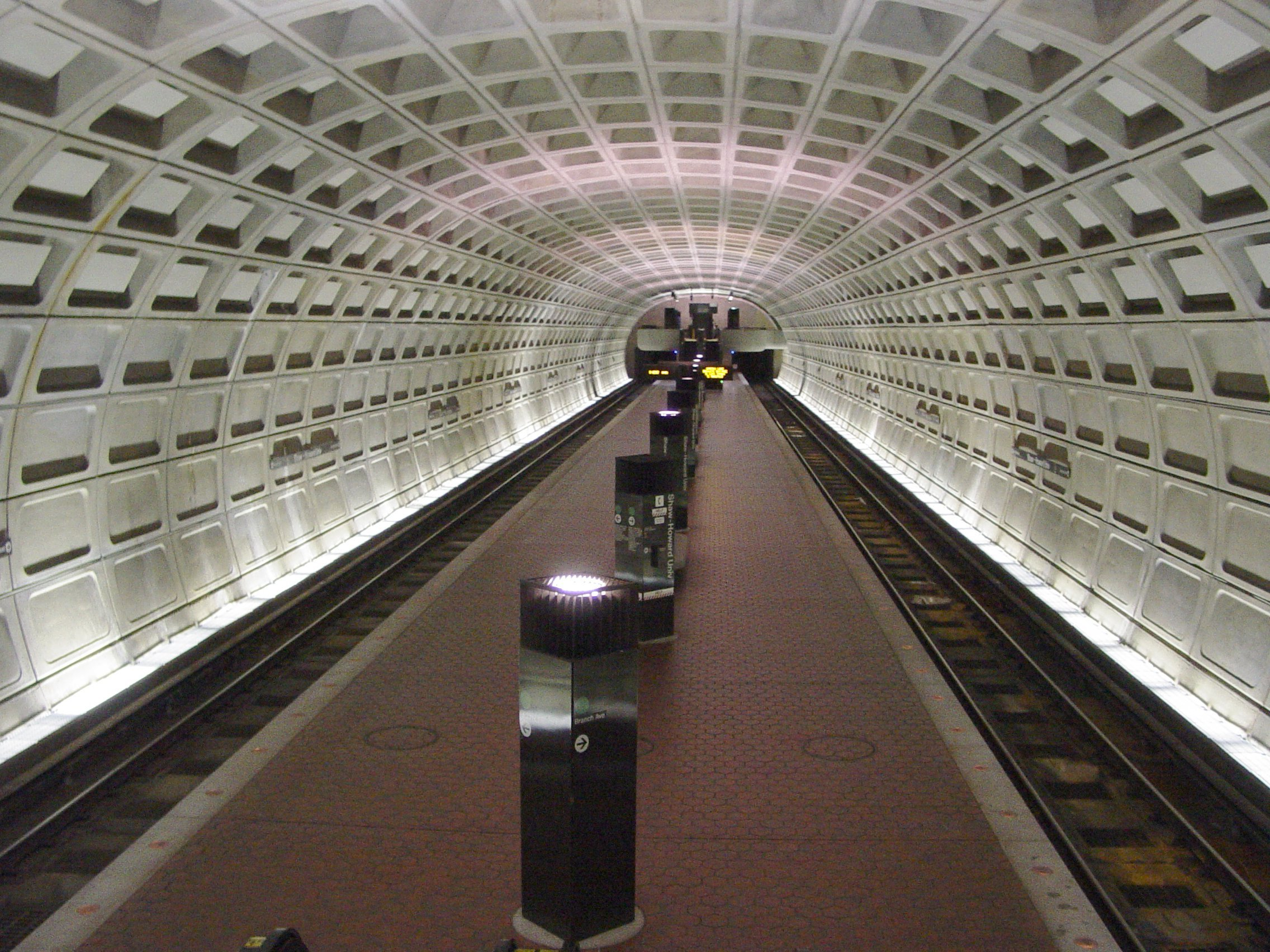
Station Shaw-Howard University dans l'architecture classique du métro de Washington.

Dans les années 1960, un système important d'autoroutes est prévu à Washington. Cependant, les habitants s'opposent à un tel projet, et les fonds qui y sont accordés sont alloués à la construction du système de métro. En 1966, une loi du gouvernement fédéral, du District de Columbia, de la Virginie et du Maryland crée la WMATA. L'agence approuve les plans en 1968 et la construction des lignes commence le 9 décembre 1969. Le système ouvre le 27 mars 1976 (soit le jour anniversaire des 200 ans de la création des États-Unis) avec 6,8 km de la Ligne Rouge et cinq stations, toutes situées dans le District de Columbia. Le métro est l'œuvre de l'architecte chicagoan Harry Weese qui a notamment dessiné les voûtes de style art moderne que l'on retrouve dans toutes les stations souterraines de Washington. Arlington est reliée au système le 1er juillet 1976, le Maryland le 6 février 1978 et la Virginie le 17 décembre 1983.
À partir des années 1980, le métro de Washington a souffert de sous-investissement chronique, dû en partie à son manque de ressources propres, qui se traduit par une qualité de service très dégradée, avec des retards, des pannes et des accidents à répétition. En 2016, certaines rames de 1976 sont encore en circulation, des traverses en bois n'ont jamais été changées, etc.
Un programme massif de remise à niveau a été lancé en 2015. Les rames de la série 1000 sont retirées du service au cours de l'année 2017, les rames de la série 4000 sont retirées la même année et celles de la série 5000 sont retirées l'année suivante. Ces dernières sont alors remplacées par les rames de la série 7000 construites par Kawasaki et livrées à partir de 2015.
Voici un tableau présentant la date d'ouverture de chaque tronçon du réseau de métro. 
| Date              | Ligne      | De                                                | À                                                 | Distance |
| ----------------- | ---------- | ------------------------------------------------- | ------------------------------------------------- | -------- |
| 27 mars 1976      | sans cadre | Farragut North                                    | Rhode Island Avenue–Brentwood                     | 6,8 km   |
| 15 décembre 1976  | sans cadre | Gallery Place (nouvelle station intermédiaire)    | Gallery Place (nouvelle station intermédiaire)    | –        |
| 17 janvier 1977   | sans cadre | Farragut North                                    | Dupont Circle                                     | 0,7 km   |
| 1er juillet 1977  | sans cadre | Stadium–Armory                                    | National Airport                                  | 19,4 km  |
| 6 février 1978    | sans cadre | Rhode Island Avenue–Brentwood                     | Silver Spring                                     | 9,2 km   |
| 20 novembre 1978  | sans cadre | Stadium–Armory                                    | New Carrollton                                    | 10 km    |
| 1er décembre 1979 | sans cadre | Rosslyn                                           | Ballston–MU                                       | 4,2 km   |
| 22 novembre 1980  | sans cadre | Stadium–Armory                                    | Addison Road                                      | 5,6 km   |
| 5 décembre 1980   | sans cadre | Dupont Circle                                     | Van Ness–UDC                                      | 3,3 km   |
| 30 avril 1983     | sans cadre | Gallery Place                                     | Pentagon                                          | 5,3 km   |
| 17 décembre 1983  | sans cadre | National Airport                                  | Huntington                                        | 8,4 km   |
| 25 août 1984      | sans cadre | Van Ness–UDC                                      | Grosvenor–Strathmore                              | 11 km    |
| 15 décembre 1984  | sans cadre | Grosvenor–Strathmore                              | Shady Grove                                       | 11,1 km  |
| 7 juin 1986       | sans cadre | Ballston–MU                                       | Vienna                                            | 14,7 km  |
| 22 septembre 1990 | sans cadre | Silver Spring                                     | Wheaton                                           | 5,2 km   |
| 11 mai 1991       | sans cadre | Gallery Place                                     | U Street                                          | 2,7 km   |
| 15 juin 1991      | sans cadre | King Street–Old Town                              | Van Dorn Street                                   | 6,1 km   |
| 28 décembre 1991  | sans cadre | L'Enfant Plaza                                    | Anacostia                                         | 4,7 km   |
| 11 décembre 1993  | sans cadre | Fort Totten                                       | Greenbelt                                         | 2,8 km   |
| 29 juin 1997      | sans cadre | Van Dorn Street                                   | Franconia–Springfield                             | 5,3 km   |
| 25 juillet 1998   | sans cadre | Wheaton                                           | Glenmont                                          | 2,3 km   |
| 18 septembre 1999 | sans cadre | U Street                                          | Fort Totten                                       | 4,7 km   |
| 13 janvier 2001   | sans cadre | Anacostia                                         | Branch Avenue                                     | 10,4 km  |
| 20 novembre 2004  | sans cadre | NoMa–Gallaudet U (nouvelle station intermédiaire) | NoMa–Gallaudet U (nouvelle station intermédiaire) | –        |
| 18 décembre 2004  | sans cadre | Addison Road                                      | Largo Town Center                                 | 5 km     |
| 26 juillet 2014   | sans cadre | East Falls Church                                 | Wiehle–Reston East                                | 18,8 km  |
| 15 novembre 2022  | sans cadre | Wiehle–Reston East                                | Ashburn                                           | 17,9 km  |

## Réseau actuel

### Aperçu général
Le réseau comporte six lignes, différenciées par des couleurs, et 97 stations.
| Ligne       | Parcours                                  | Inauguration     | Dernière extension | Longueur | Stations |
| ----------- | ----------------------------------------- | ---------------- | ------------------ | -------- | -------- |
| Red Line    | Shady Grove ↔ Glenmont                    | 27 mars 1976     | 20 novembre 2004   | 51,3 km  | 27       |
| Blue Line   | Franconia-Springfield ↔ Largo Town Center | 1er juillet 1977 | 19 mai 2023        | 48,8 km  | 27       |
| Orange Line | Vienna/Fairfax-GMU ↔ New Carrollton       | 20 novembre 1978 | 7 juin 1986        | 42,5 km  | 26       |
| Yellow Line | Huntington ↔ Fort Totten (↔ Greenbelt)    | 30 avril 1983    | 19 mai 2023        | 24,25 km | 17       |
| Green Line  | Branch Avenue ↔ Greenbelt                 | 11 mai 1991      | 13 janvier 2001    | 37,08 km | 21       |
| Silver Line | Largo Town Center ↔ Ashburn               | 26 juillet 2014  | 15 novembre 2022   | 66,1 km  | 34       |

### Matériel roulant
| Dénomination interne | Constructeur                  | Nombre de voitures | Numérotation    | Années de livraison | Années de suppression | Illustration |
| -------------------- | ----------------------------- | ------------------ | --------------- | ------------------- | --------------------- | ------------ |
| Series 1000          | Rohr Industries               | 300                | nos 1000 à 1299 | 1973 - 1976         | 2016 - 2017           |              |
| Series 2000          | Breda Costruzioni Ferroviarie | 76                 | nos 2000 à 2075 | 1981 - 1983         | 2024                  |              |
| Series 3000          | Breda Costruzioni Ferroviarie | 290                | nos 3000 à 3289 | 1984 - 1988         | en service            |              |
| Series 4000          | Breda Costruzioni Ferroviarie | 100                | nos 4000 à 4099 | 1991 - 1993         | 2017                  |              |
| Series 5000          | CAF                           | 192                | nos 5000 à 5191 | 2001 - 2004         | 2018-2019             |              |
| Series 6000          | Alstom                        | 184                | nos 6000 à 6183 | 2005 - 2008         | en service            |              |
| Series 7000          | Kawasaki                      | 748                | nos 7000 à 7747 | 2014 - 2020,        | en service            |              |

## Exploitation
Le réseau est exploité et maintenu par la Washington Metropolitan Area Transit Authority (WMATA). WMATA est également chargé de l'exploitation des bus dans le District. Du lundi au jeudi, le métro circule entre 5 heures et minuit environ; le vendredi jusqu'à 3 heures du matin environ. Le samedi, le métro circule entre 7 heures et 3 heures du matin environ. Le dimanche, le métro circule entre 7 heures et minuit environ.

### Sécurité

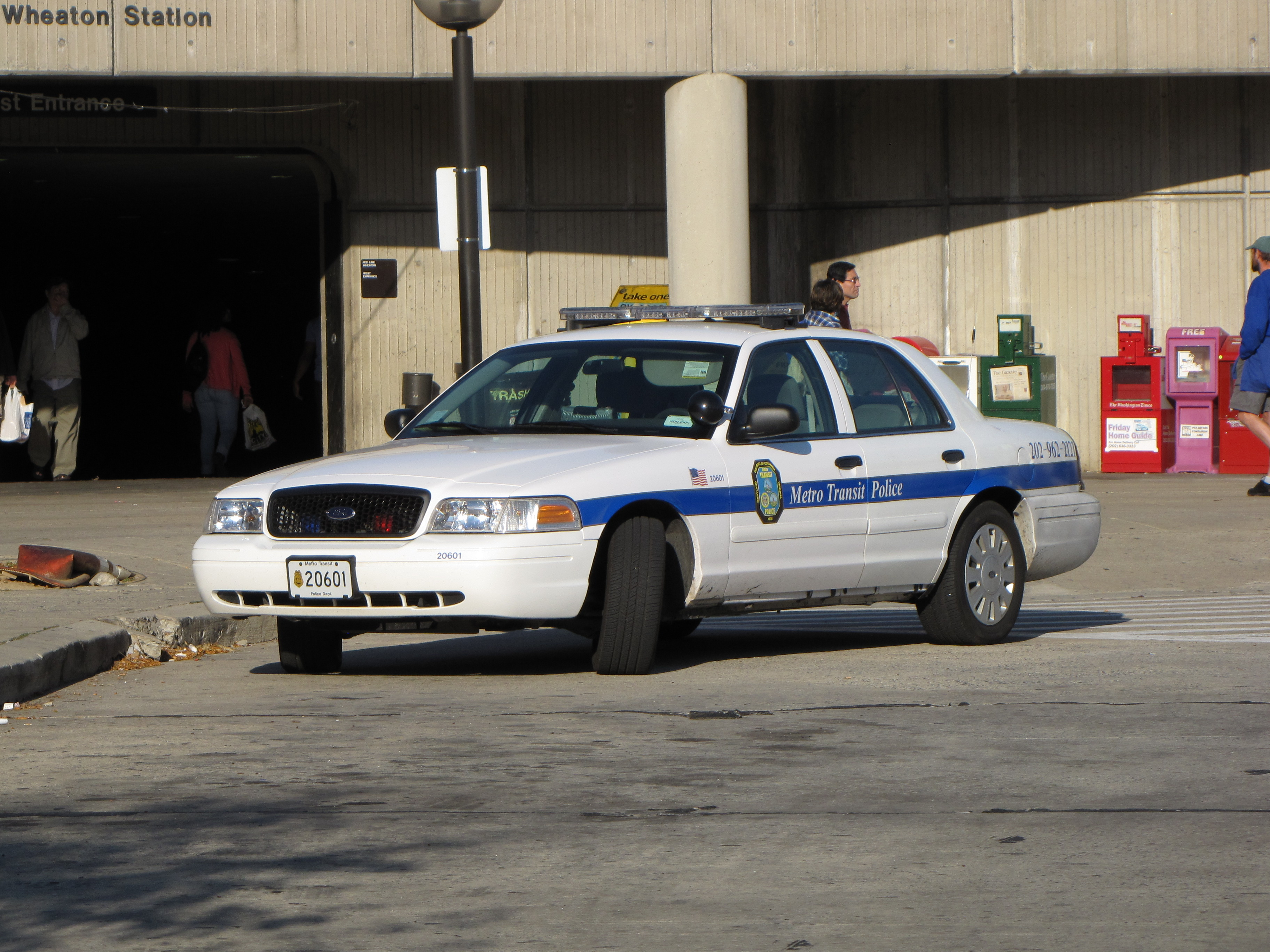
Véhicule d'intervention de la Metro Transit Police, chargé de la sécurité sur le réseau.

Le Metro Transit Police Department est chargé de la sécurité du réseau de métro. C'est la seule agence de police qui a autorité sur trois juridictions différentes, à savoir les États du Maryland, de la Virginie et le District de Columbia.

## Accidents
- Le 22 juin 2009, une collision entre deux rames de métro en section aérienne, près de la station Fort Totten, cause la mort de neuf personnes et fit plus de 70 blessés. Il s'agit du plus important accident du métro de Washington[13].
- Le 15 janvier 2015, un train de la ligne jaune se trouve bloqué dans un tunnel enfumé entre les stations L'Enfant Plaza et Pentagon[14]. Tous les passagers sont évacués ; 84 sont admis à l’hôpital et un mort est à déplorer[14]. Selon le Conseil national de la sécurité des transports (NTSB), l'incident est survenu à la suite de la création d'un arc électrique entre le troisième rail et la voie[14]. Le déroulement de l'opération d'évacuation, notamment l'arrivée tardive des secours à bord de la rame, est critiqué[14]. Le 11 février 2015, le NTSB fait état d'une mauvaise utilisation pendant l'incident des ventilateurs situés en station et dans le tunnel : les ventilateurs auraient en réalité soufflé la fumée vers le train et une partie d'entre eux ne se sont pas mise en route correctement[15].

## Projets de développement

### Prolongement de la Silver Line au nord-ouest

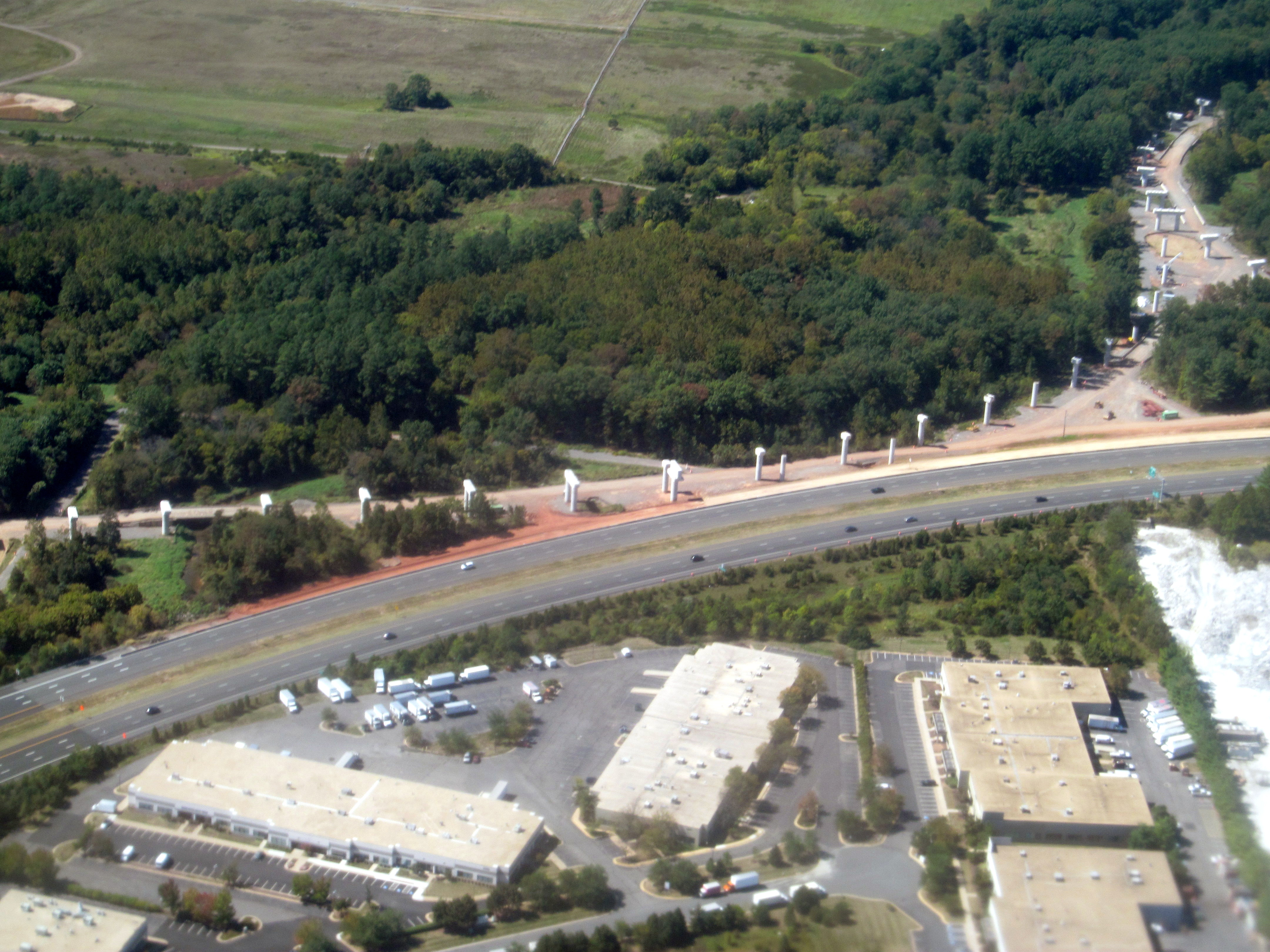
Construction des piliers de la Silver Line à proximité de l'aéroport international de Washington-Dulles, vue d'avion en septembre 2015.

À l'horizon 2030, la volonté du WMATA est d'améliorer la desserte de lieux importants comme l'aéroport Washington-Dulles, le plus important de la ville et qui, contrairement à l'aéroport Ronald Reagan, n'est pas desservi par le métro. Celui-ci devra offrir une alternative rapide à l'automobile de l'aéroport vers le centre ville de DC.
Ce projet dénommé Silver Line comprendra 11 nouvelles stations et devrait être terminé en 2015 ; il se déroulera en 2 phases :
- la phase 1 vers l'est en partant de l'orange line ira de Falls Church Wiehle Avenue à l'est de Reston. Il comprendra quatre stations de Tysons Corner-Tysons Est, Tysons centrale 123, Tysons centrale 7 et Tysons Ouest. La construction a débuté en mars 2009 et sera achevée en 2013.
- la seconde phase se déroulera de Wiehle avenue Ashburn dans l'est du comté de Loudoun. L'extension qui desservira Town Center Reston, Herndon, l'aéroport de Dulles, Route 606 et Ashburn, sera inaugurée en 2018[17]. Le prolongement a été inauguré le 15 novembre 2022 après 4 ans et demi de retard.

### Potomac Yard
La création d'une station supplémentaire Potomac Yard, qui serait située entre les stations existantes Ronald Reagan Washington National Airport et Braddock Road et desservie par les lignes bleues et jaunes, est en cours d'étude. Il s'agirait de la deuxième infill station (une nouvelle station insérée sur un tracé existant) après la mise en service de la station NoMa–Gallaudet sur la ligne rouge en 2004. Son coût de construction, financé par la ville d'Alexandria, est chiffré à 268 millions de dollars, pour une mise en service à horizon 2020 (contre 2016 initialement annoncé). WMATA prévoit 3 600 voyageurs par jour à l'ouverture et 11 300 à horizon 2040. En août 2017, un nouveau retard est annoncé, les autorités évoquant désormais le printemps 2021 comme date d'ouverture. La station a ouvert le 19 mai 2023.

### Développements sur la Blue Line
La Blue Line partage aujourd'hui un tunnel à voie unique avec la Orange Line pour traverser la rivière Potomac.
Ce tronçon limite les possibilités de service dans chaque direction au point de poser des problèmes lors des heures de pointe ou de grandes manifestations. La proposition faite en 2001 et présentée le 30 avril 2008 propose le détournement de la Ligne bleue entre la station Rosslyn et la station Armory Stadium par la construction d'un pont ou un tunnel parallèle à celui existant et la création d'une nouvelle station à Georgetown. La proposition a ensuite été rejetée en raison de coûts. En octobre 2008, le WMATA a publié une étude sur la possibilité de détourner certains trains de la Blue Line vers la 14e rue, actuellement utilisée par les trains de la Yellow Line. Le réalignement de cette ligne augmenterait le service directement au centre-ville et permettrait de soulager la congestion du Rosslyn tunnel et de la station Rosslyn. Si ce projet est mis en œuvre, le nouveau service entre Franconia-Springfield et de la ceinture de stations devrait être appelée Brown Line. Après avoir croisé la Red Line à Union Station, la Blue line récupérerait « sa branche » vers son terminus actuel.
Comparativement, si la ligne Silver Line est déjà en travaux, la ligne bleue dont le projet semble très couteux rencontre plus d'opposants et aucune décision n'est encore prise quant à son futur.

### Purple Line

Schéma de la future Purple Line.

Bien que sa dénomination le suggère, la Purple Line n'est pas un projet mené par WMATA et ne fait pas partie du réseau de métro proprement parlant. La Purple Line est un projet de tramway d'une longueur d'environ 21 km reliant Bethesta situé dans le comté de Montgomery et New Carrollton situé dans le comté de Prince George. Le projet est piloté par l'autorité des transports de l’État du Maryland, la Maryland Transit Administration (MTA). La Purple Line vise à offrir une liaison circulaire dans la banlieue nord de Washington et reliera plusieurs lignes du métro : elle sera en correspondance avec la ligne rouge à Bethesta et Silver Spring, avec les lignes verte et jaune à College Park et avec la ligne orange à New Carrollton. Le temps de parcours est estimé à environ une heure. Le coût de construction, qui devrait débuter en 2015, est estimé à environ 2,37 milliards de dollars. La mise en service est prévue à fin 2027.
Le 7 décembre 2015, quatre groupements composés de grandes entreprises américaines et internationales ont soumis des offres pour réaliser le projet en partenariat public-privé :
- « Maryland Purple Line Partners » (Vinci Concessions, Walsh Investors, InfraRed Capital, Alstom Transport, Keolis),
- « Maryland Transit Connectors » (John Laing Investments, Kiewit Development Company, Edgemoor Infrastructure & Real Estate avec comme opérateur-mainteneur RATP Dev),
- « Purple Line Transit Partners » (Meridiam, Fluor Enterprises, Star America avec comme opérateur-mainteneur Alternate Concepts, Fluor et CAF), et
- « Purple Plus Alliance » (Macquarie Capital Group, Skanska avec comme opérateur-mainteneur Transdev et Kinkisharyo)[23],[24].

Le 6 avril 2016 un contrat en partenariat public-privé sur une durée de 36 ans a été formellement signé avec le consortium Purple Line Transit Partners; les premiers travaux préparatoires ont été lancés dans la foulée. La cérémonie de pose de la première pierre marquant le début officiel des travaux est tenue le 28 août 2017